# Lili Kaelas
Lili Sanelma Nyström, född Lüdig, känd som Lili Kaelas, född 30 januari 1919 i Pärnu i Estland, död 9 december 2007 i Örgryte i Göteborg, var en svensk arkeolog och museichef samt gift med landshövdingen i Göteborgs och Bohus län, Per Nyström.

## Biografi
Lili Kaelas var dotter till sjökapten Johannes Lüdig och Wendla Lüdig, född Dufwa. Hon studerade vid universitetet i Tartu där hon blev filosofie magister 1943. År 1944 kom hon som flykting via Finland till Stockholm och där fick hon rådet att söka upp Birger Nerman, chef för Statens historiska museum, för ett arbete vid museet. Axel Bagge, som var chef för historiska museets sten- och bronsåldersavdelning, behövde hjälp med baltisk- och finskspråkig facklitteratur. Inledningsvis översatte hon endast till tyska. Snart hjälpte hon till vid utgrävningar och vid arbetet på museet. Gemensamt publicerade de kort därefter vetenskapliga studier om sydsvensk stenålderskeramik. Sedan studerade hon själv arkeologi och blev 1953 filosofie licentiat i nordisk och jämförande fornkunskap vid Stockholms högskola. Tillsammans med Axel Bagge utgav hon 1950–1952 två stora volymer om skånska stenkammargravar.
År 1957 tillträdde Kaelas som intendent vid Göteborgs arkeologiska museum under museichefen Carl-Axel Moberg. Åren 1958–1967 undervisade hon  i arkeologi vid Göteborgs universitet. Hon fick på hösten 1968 erbjudande om att gästföreläsa vid University of California i Los Angeles. Moberg lämnade sin museichefstjänst 1968 och efterträddes av  Lili Kaelas. Hon kunde utveckla museets verksamhet, genom ökade resurser i form av personal och nya lokaler, och genomförde ett antal stora och framgångsrika utställningar med internationellt material. Den stora egyptiska utställningen 1973, Gudar och människor vid Nilen, var det största projektet i egen regi som Göteborgs museiförvaltning dittills genomfört. Under sitt sista tjänstgöringsår 1983 var hon även tillförordnad chef för Göteborgs historiska museum.
Hon deltog i flera svenska och utländska konferenser i arkeologi, även efter sin pensionering, och 1995 arrangerade hon en omfattande kulturhistorisk utställning kallad Estland – landet mellan öst och väst på Göteborgs stadsbibliotek.
År 1939 gifte hon sig med juristen Alexander Kaelas (1911–1964). Den 2 november 1974 gifte hon om sig med landshövdingen i Göteborgs och Bohus län, Per Nyström, museistyrelsens ordförande fram till 1968 då museerna kommunaliserades.
Lili Kaelas tilldelades Hildebrandspriset 1955. Hon blev 1974 ledamot av Kungliga Vetenskaps- och Vitterhetssamhället i Göteborg och samma år hedersledamot av Prehistoric Society of Great Britain i London. År 1989 tilldelades hon Göteborgs universitets förtjänstmedalj Pro arte et scientia.
Lili Kaelas stiftelse för arkeologisk forskning grundades 2005 av henne.
I uppsatsen Kvinna i arkeologins högborg berättar Kaelas om sin flykt från Estland undan kriget och sitt yrkesliv som arkeolog i Sverige.
Kaelas frilansade som kulturjournalist från 1984.